# (2357) Phereclos
(2357) Phereclos ist ein Asteroid aus der Gruppe der Jupiter-Trojaner. Damit werden Asteroiden bezeichnet, die auf den Lagrange-Punkten auf der Bahn des Jupiter um die Sonne laufen.
(2357) Phereclos wurde am 1. Januar 1981 von dem US-amerikanischen Astronomen Edward L. G. Bowell am Lowell-Observatorium, Anderson Mesa Station (Anderson Mesa), Flagstaff entdeckt. 
Benannt wurde der Asteroid nach einem trojanischen Handwerker, der das Schiff baute, auf dem Paris Helena nach Troja entführte.